# Sport-Tiedje
Sport-Tiedje GmbH – niemieckie przedsiębiorstwo z siedzibą w Szlezwiku, z 78 oddziałami w Niemczech, Austrii, Szwajcarii, Belgii, Danii, Wyspach Brytyjskich i Holandii. W Polsce od 2015 roku firma prowadzi sklep internetowy pod marką Fitshop.pl, a w 2017 roku otwarto filię w Warszawie. Grupa Sport-Tiedje jest największym europejskim, specjalistycznym sklepem stacjonarnym i sklepem internetowym, zajmującym się sprzedażą domowych urządzeń fitness i akcesoriów sportowych. Przedsiębiorstwem zarządza jego obecny właściciel, który w 2011 roku przejął wszystkie udziały od współzałożyciela Ulricha Tiedje (od którego nazwiska pochodzi nazwa firmy).
W 2015 roku grupa Sport-Tiedje wygenerowała przychody na poziomie 97 milionów euro. Grupa Sport-Tiedje zatrudnia około 500 pracowników (listopad 2016).

## Historia
Sport-Tiedje został utworzony w 1984 przez byłego gracza Bundesligi w tenisa stołowego Ulricha Tiedje (ur. 20 stycznia 1957; zm. 18 listopada 2015) jako stacjonarny sklep z artykułami sportowymi w Szlezwiku. W 1996 roku dołączył do niego Christian Grau. Od 1999 roku asortyment sklepu oferowany jest również w Internecie. Od tego czasu centralną działalnością firmy jest sprzedaż urządzeń do fitnessu domowego i akcesoriów do nich.
W 2001 roku Ulrich Tiedje i Christian Grau jako równorzędni partnerzy utworzyli spółkę Sport-Tiedje GmbH. Oprócz sklepów internetowych prowadzonych w różnych językach, od 2003 roku Sport-Tiedje zaczęło otwierać kolejne oddziały w Europie. Założyciel firmy – Ulrich Tiedje ustąpił ze swojego stanowiska i opuścił firmę w 2010 roku. Jego udziały przejął Christian Grau. Wraz z otwarciem oddziałów w Brukseli i Amsterdamie Sport-Tiedje wprowadził na rynek w 2013 roku markę T-Fitness. 17 miesięcy po otwarciu pierwszego oddziału w Amsterdamie, w 2015 roku, Sport-Tiedje kontynuowało ekspansję w Holandii. Doszło do przejęcia sieci sklepów fitness OZI Sport BV, posiadającej cztery oddziały. Pod koniec roku 2015 Sport-Tiedje przejęło firmę Powerhouse Fitness (Laidir Leisure Ltd., Glasgow), drugiego co do wielkości sprzedawcę urządzeń do fitnessu domowego i sprzętu fitness na Wyspach Brytyjskich. OD listopada 2016 grupa Sport-Tiedje współpracuje także z 21 oddziałami KARSTADT Sports.

## Oddziały
Sport-Tiedje posiada oddziały w Berlinie (x5), Bielefeldzie, Bremen (2x), Dortmundzie (2x), Dreźnie (2x), Düsseldorfie (2x), Essen (2x), Frankfurcie (2x), Freiburgu, Getyndze, Hamburgu (3x), Hanowerze (2x), Karlsruhe (2x), Kassel, Kielonii, Kolonii (2x), Lipsku, Lubece, Mannheim, Monachium (2x), Münster, Norymberdze, Szlezwiku, Stuttgarcie (2x) i Wiesbaden oraz poza granicami Niemiec w Amsterdamie, Aberdeen, Bernie, Bodegraven, Brukseli, Den Haag, Edynburgu, Eidhoven, Glasgow (2x), Graz, Kopenhadze, Lausanne, Leeds, Linz, Londynie (2x), Newcastle, Nottingam, Roosendaal, Rotterdamie, Wiedniu i Zurychu. Sport-Tiedje posiada ponadto bazę na Tajwanie, która pełni funkcję centrum kompetencji marek własnych i zarządzania jakością.
W siedzibie głównej Sport-Tiedje w Szlezwiku znajduje się administracja przedsiębiorstwa, międzynarodowy dział obsługi klienta i magazyn drobnych urządzeń. W położonym niedaleko Büdelsdorfie znajduje się magazyn z regałami wysokiego składowania o powierzchni 14 000 m² oraz warsztat. To tu jest planowana i kontrolowana międzynarodowa logistyka.

## Asortyment i serwis
Podstawową działalnością handlową Sport-Tiedje GmbH jest sprzedaż towarów konsumentom. Część asortymentu – urządzenia fitness, suplementy i odżywki sportowe, urządzenia do zabawy na zewnątrz – są dostępne tylko i wyłącznie w ofercie Sport-Tiedje/Fitshop. Oprócz wielu marek różnych producentów, Sport-Tiedje prowadzi sprzedaż swoich marek własnych – cardiostrong, Taurus, Darwin Fitness oraz Bodymax i Smart-Tec Nutrition.
Sport-Tiedje współpracuje również z klientami korporacyjnymi. Udziela przedsiębiorstwom oraz instytucjom publicznym wsparcia w planowaniu i wyposażaniu pomieszczeń do ćwiczeń i fitnessu.